# Kemar Foster
Kemar Foster (Kingston, 30 de agosto de 1992) es un futbolista jamaicano que juega en la demarcación de portero para el Waterhouse F. C. de la Liga Premier Nacional de Jamaica.

## Selección nacional
Tras jugar en varias categorías inferiores, finalmente hizo su debut con la selección de fútbol de Jamaica en un partido amistoso contra Catar que finalizó con un resultado de empate a uno tras un gol de Khalid Muneer para Catar, y de Jourdaine Fletcher para Jamaica.

## Clubes
| Club               | País    | Año       | Partidos | Goles |
| ------------------ | ------- | --------- | -------- | ----- |
| Portmore United FC | Jamaica | 2012-2021 | 95       | 1     |
| Waterhouse F. C.   | Jamaica | 2022-     | 91       | 0     |